# Vinciane Pirenne-Delforge
Vinciane Pirenne-Delforge (* 17. Juni 1963 in Verviers) ist eine belgische Althistorikerin mit dem Schwerpunkt auf der griechischen Religion.

## Leben
Sie studierte an der Universität Lüttich, wo sie 1992 auch promoviert wurde.  2006 erhielt sie die Agrégation de l’enseignement supérieur. Sie wurde Forscherin (Maitre) für den belgischen Fonds National de la Recherche Scientifique (FNRS), das Äquivalent zum französischen Centre national de la recherche scientifique. 2016 wurde sie auf den Lehrstuhl Religion, histoire et société dans le monde grecque antique am Collège de France gewählt, den sie seit 2017 wahrnimmt.
Ihre Forschungen richten sich auf den Polytheismus in der griechischen Antike im Kontakt mit anderen Kulturen im Mittelmeerraum. Dazu gibt sie die Zeitschrift Kernos mitheraus. Ihre Synthese zu Aphrodite (1994) war herausragend.  Sie setzte sich auch mit den Thesen von Walter Burkert auseinander.

## Schriften
- L’Aphrodite grecque. Contribution à l'étude de ses cultes et de sa personnalité dans le panthéon archaïque et classique (= Kernos Supplément 4). 1994 (Dissertation)[2]
- Retour à la source : Pausanias et la religion grecque. 2006
- mit Gabriella Pironti: L’Héra de Zeus. 2016, ISBN 978-2-251-30003-0
- Le polythéisme grec comme objet d’histoire. 2018
- Le Polythéisme grec à l'épreuve d'Hérodote. Les Belles Lettres, Paris 2020, ISBN 978-2-251-45145-9